# JoJo ~Sono Chi no Sadame~
«JoJo ~Sono Chi no Sadame~» (ジョジョ ～その血の運命さだめ～) es el primer tema de apertura para la serie de anime, JoJo's Bizarre Adventure. Asociada con la primera trama de la serie, Phantom Blood. Las letras reflejaron bien la historia de Phantom Blood, y Jun Yamamoto de Billboard dijo que el «podía sentir la misma pasión y ambición que Jonathan Joestar tenía en su pelea contra Dio Brando».

## Rendimiento comercial
«JoJo ~Sono Chi no Sadame~» tuvo un éxito moderado en las listas, alcanzando el puesto #14 en el Oricon Weekly Album Charts. En el Billboard Japan Hot 100, debutó en el número 52, y alcanzó la posición #19; en el Japan Hot Animation chart, debutó y alcanzó la posición #5; y en el Japan Hot Singles Sales debutó y alcanzó el puesto #10. Posteriormente, cuando «Bloody Stream» por Coda entró en las listas, «JoJo ~Sono Chi no Sadame~» subió de la posición #65 a la #41 en el Oricon.

## Lista de canciones
Todas las letras escritas por Shoko Fujibayashi, toda la música compuesta por Kohei Tanaka. 
| N.º  | Título                                                        | Duración |  |
| 1.   | «JoJo ~Sono Chi no Sadame~» (ジョジョ ～その血の運命さだめ～) | 4:22     |  |
| 2.   | «JoJo ~Sono Chi no Sadame~» (ORIGINAL KARAOKE)                | 4:22     |  |
| 8:44 |                                                               |          |  |